# Plagiolepis squamulosa
Plagiolepis squamulosa är en myrart som beskrevs av Wheeler 1934. Plagiolepis squamulosa ingår i släktet Plagiolepis och familjen myror. Inga underarter finns listade i Catalogue of Life.